# Björn Steijlen
Björn Steijlen (* 21. Juni 1977 in Geel) ist ein ehemaliger belgischer Eishockeytorwart, der zuletzt bis 2014 für HYC Herentals in der niederländischen Ehrendivision spielte.

## Karriere

### Clubs
Björn Steijlen begann seine Karriere bei Eindhoven Kemphanen im Nachbarland Niederlande. 1994 ging er in seine belgische Geburtsstadt zu den Griffoens Geel, mit denen er in der belgischen Ehrendivision antrat und 1996 belgischer Meister wurde. Daraufhin wechselte er nach Eindhoven zurück und kam nun auch zu ersten Einsätzen in der niederländischen Ehrendivision. Nachdem sich Eindhoven Kemphanen 1998 aus der ersten niederländischen Liga zurückgezogen hatte, wechselte Steijlen nach Antwerpen. So verließ er zwar die Niederlande aber nicht die niederländische Liga, in der sein neuer Klub Phantoms Deurne als einzige belgische Mannschaft spielte. Aber auch im Antwerpener Vorort Deurne hielt es den Wandervogel nur kurze Zeit. Schon nach einer Spielzeit ging er in die Niederlande zurück und stand fortan für die Red Eagles ’s-Hertogenbosch auf dem Eis. Zwei Jahre spielte er danach in unterklassigen französischen Vereinen, bevor er 2003 in die niederländische Ehrendivision zurückkehrte und bei Ruijters Eaters Geleen anheuerte. Als er 2005 zum IHC Leuven in die belgische Eishockeyliga wechselte, wurde er erstmals sesshaft – sieben Jahre blieb er in der Hauptstadt von Flämisch-Brabant. Bereits im ersten Jahr gewann er mit dem IHC den Belgischen Pokalwettbewerb und erreichte auch das Play-off-Finale der Ehrendivision, das aber nach zwei Siegen und drei Niederlagen gegen die White Caps Turnhout verloren wurde. Auch im Folgejahr musste er sich mit seiner Mannschaft in der Endspielserie dem Team aus der Provinz Antwerpen geschlagen geben. 2010 gewann Steijlen mit seinem Team die Meisterschaft gegen HYC Herentals und trug dazu als bester Torhüter der Liga bei. Als der damalige Finalgegner 2012 aus der belgischen in die niederländische Ehrendivision wechselte, nahm Steijlen das dortige Angebot an und wechselte in die stärker einzuschätzende Liga des Nachbarlandes. Dort beendete er 2014 seine Karriere.
Aus Anlass der Jubiläumsfeierlichkeiten zu einhundert Jahren belgischen Eishockeys wurde er im November 2008 gemeinsam mit Joseph Lekens, Mike Pellegrims, Willy Kreitz, Bob Moris senior und Bob Moris junior zum Mitglied der belgischen Jahrhundertmannschaft ernannt.

### International
Steijlen gehörte erstmals bei den D-Weltmeisterschaften 1996 und 1997 zum Kader der belgischen Eishockeynationalmannschaft, wurde aber in beiden Jahren nicht eingesetzt. Seine ersten Spiele absolvierte er bei der D-WM 1998. Auch 1999 und 2000 spielte er bei der D-WM. Nach dem zweiten Platz hinter Israel bei der D-WM 2000 stiegen die Belgier in die Division II auf. Dort spielte er die Weltmeisterschaften 2001, 2002 und 2003. Dort gelang den Belgiern trotz einer 2:4-Niederlage gegen Nordkorea der Aufstieg in die Division I, da der entscheidende direkte Vergleich gegen die Chinesen mit 6:1 gewonnen werden konnte. Dort waren die Belgier jedoch bei der WM 2004 chancenlos und mussten punktlos wieder absteigen. Steijlen selbst musste einen Gegentorschnitt von 8,03 Toren pro Partie hinnehmen – so viele wie sonst nie bei einer Weltmeisterschaft. Anschließend spielte er bei den Weltmeisterschaften 2005, 2006, 2007, 2008, 2009, 2010, 2011, 2012, 2013 und 2014 in der Division II, wobei er 2008, 2012 und 2013 jeweils als bester Torhüter des Turniers ausgezeichnet wurde. Die beste Fangquote eines WM-Turniers erreichte er 2003, 2009, 2012 und 2013. 2012 war er auch der Torhüter mit der geringsten Gegentorquote pro Spiel des Turniers.

## Erfolge und Auszeichnungen
- 1996 Belgischer Meister mit Griffoens Geel
- 2000 Aufstieg in die Division II (vorherige C-WM) bei der D-Weltmeisterschaft
- 2002 Gewinn der Division 2 und Aufstieg in die Division 1 mit Brest Albatros Hockey
- 2003 Aufstieg in die Division I bei der Weltmeisterschaft der Division II, Gruppe B
- 2003 Beste Fangquote der Weltmeisterschaft der Division II, Gruppe B
- 2006 Belgischer Pokalsieger mit dem IHC Leuven
- 2008 Bester Torhüter der Weltmeisterschaft der Division II, Gruppe A
- 2008 Mitglied des belgischen Jahrhundertteams
- 2009 Beste Fangquote der Weltmeisterschaft der Division II, Gruppe B
- 2010 Belgischer Meister mit dem IHC Leuven
- 2010 Bester Torhüter der Ehrendivision
- 2012 Belgischer Meister mit HYC Herentals
- 2012 Aufstieg in die Gruppe A der Division II bei der Weltmeisterschaft der Division II, Gruppe B
- 2012 Bester Torhüter, geringste Gegentorqupte pro Spiel und beste Fangquote der Weltmeisterschaft der Division II, Gruppe B
- 2013 Belgischer Pokalsieger mit HYC Herentals
- 2013 Bester Torhüter und beste Fangquote der Weltmeisterschaft der Division II, Gruppe A